# 北京雁栖湖国际会展中心
40°22′37″N 116°39′00″E / 40.376884°N 116.650130°E

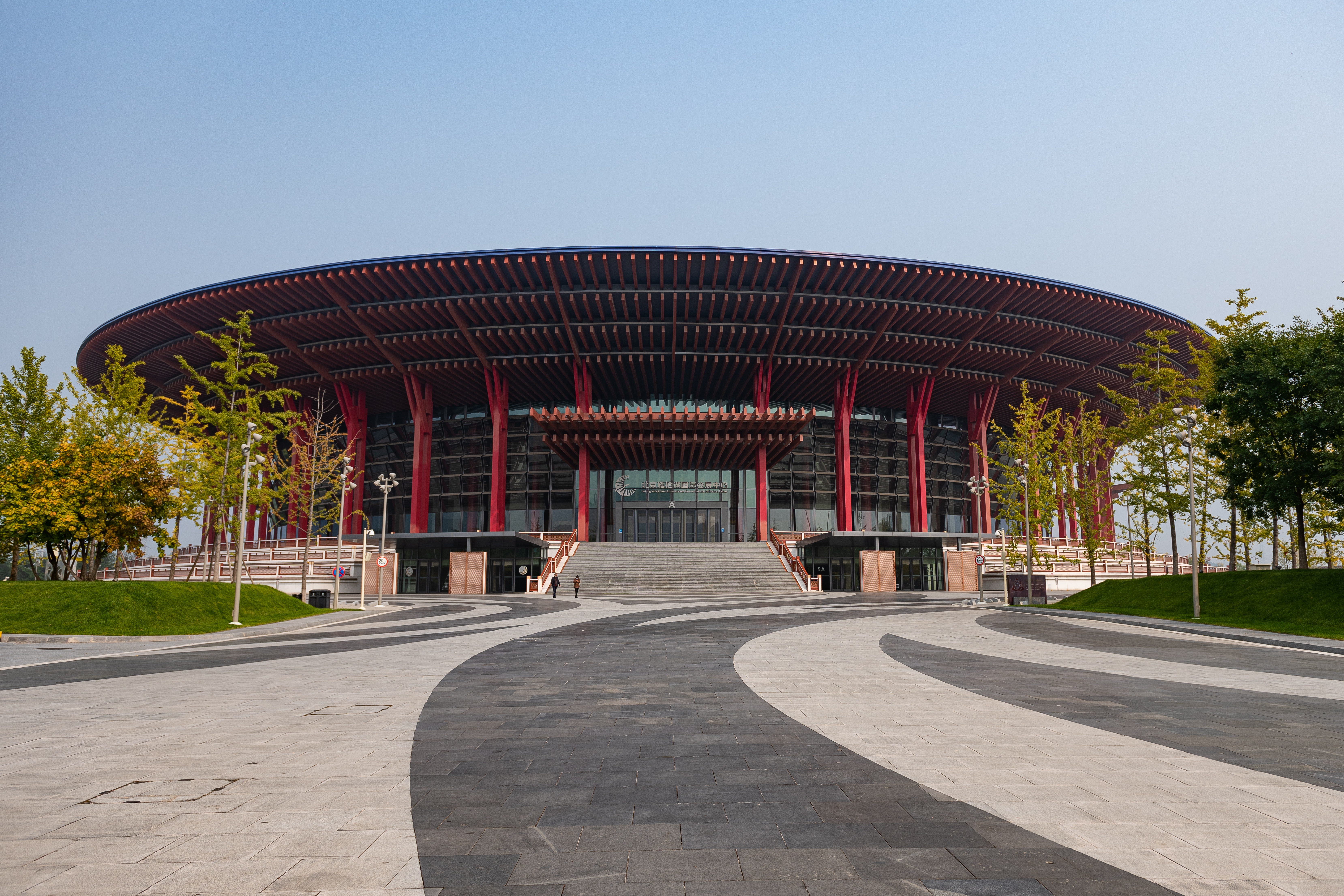
雁栖湖国际会展中心西侧

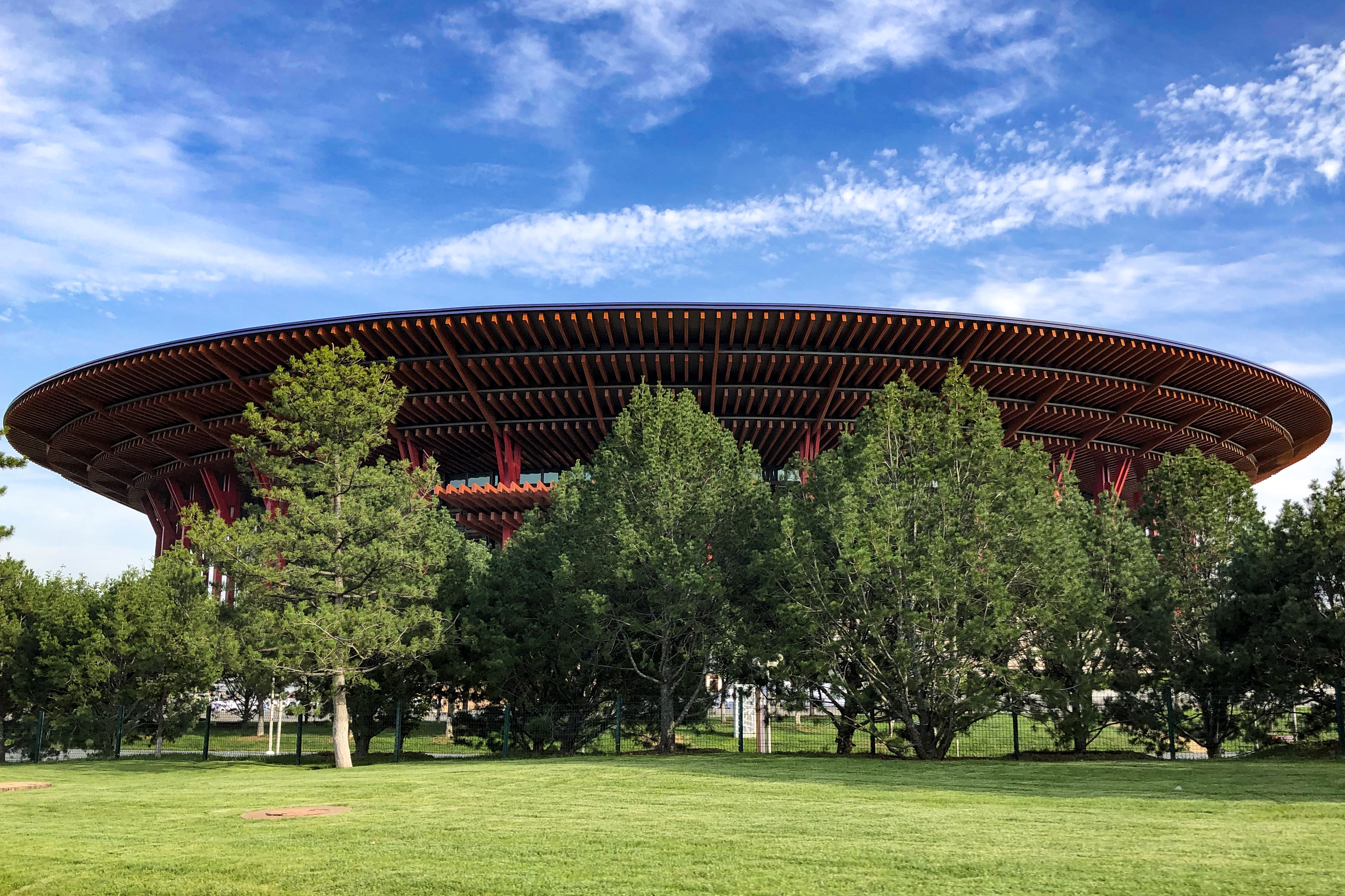
雁栖湖国际会展中心外侧

北京雁栖湖国际会展中心，位于北京市怀柔区雁栖湖生态发展示范区。

## 简介
北京雁栖湖国际会展中心所在的雁栖湖生态发展示范区是2010年中共北京市委、北京市人民政府确定的重大产业带动示范项目，该示范区规划建设为“国际一流的首都高端会议聚集区和特色突出的北京生态旅游休闲胜地”。北京雁栖湖国际会展中心总建筑面积7.9万平方米，包括地下2层（建筑面积3.5万平方米）、地上5层（建筑面积4.4万平方米）。主要功能有会展、宴会、媒体中心、配套设施等等。2014年，北辰会展公司和北京京雁置业有限责任公司签订《北京雁栖湖国际会展中心委托管理合同》，北京雁栖湖国际会展中心的日常经营管理交由国家会议中心负责，这是北辰会展公司在北京市的第一个受托管理项目。
2014年10月，北控置业作为北京雁栖湖国际会展中心的承建方，通过北京环境交易所购买了碳减排量，从而抵销了北京雁栖湖国际会展中心建设过程中产生的3909吨碳排放，以碳中和方式实现了中国第一个国际首脑峰会“零碳”场馆。
2014年11月，北京雁栖湖国际会展中心成为在北京举行的2014年APEC领导人非正式峰会主会场。
2017年5月14日至15日，首届一带一路国际合作高峰论坛在雁栖湖国际会展中心举行。